# Ernst Leopold Salkowski
Ernst Leopold Salkowski (Königsberg, 11 ottobre 1844 – Berlino, 8 marzo 1923) è stato un biochimico tedesco.

## Biografia
Conseguì la sua formazione presso l'Università di Königsberg, successivamente lavorò a Berlino come assistente nel laboratorio chimico dell'istituto di patologia di Rudolf Virchow (1872). Nel 1874 divenne professore associato di chimica farmaceutica a Berlino, seguito da un incarico come capo dipartimentale (1880). Nel 1909 fu insignito del titolo di "professore ordinario".
Salkowski si è specializzato nei campi della chimica fisiologica e patologica, apportando anche contributi nei campi di farmacologia, chimica analitica e igiene. Nel 1890 fu il primo a descrivere l'autolisi dei tessuti. È ricordato per lo sviluppo dei test per la rilevazione di vari composti e sostanze, come il colesterolo, la creatinina, il glucosio, il monossido di carbonio e l'indolo. Nel 1892 (con Jastrowitz) fu il primo a descrivere la pentosuria.
Fu autore di Practicum der physiologischen und pathologischen Chemie, successivamente tradotto in inglese come "Manuale di laboratorio di chimica fisiologica e patologica". Con l'internista Wilhelm von Leube (1842-1922) pubblicò Die Lehre vom Harn (La dottrina dell'urina).